# Die unsichtbare Frau
Die unsichtbare Frau ist eine US-amerikanische Filmkomödie von A. Edward Sutherland, inszeniert im Jahr 1940, die das Horror- und Science-Fiction-Film-Genre parodiert. Das Drehbuch basiert auf einer Erzählung der beiden deutschstämmigen Autoren Curt Siodmak und Joe May.

## Handlung
Der Playboy Richard Russell hat seine Erbschaft durchgebracht und muss die Förderung des exzentrischen Wissenschaftlers Professor Gibbs einstellen. Der Professor experimentiert mit einer Maschine für Unsichtbarkeit und wähnt sich nahe am Durchbruch. Er sucht eine Testperson und gibt eine Anzeige auf. Das abenteuerlustige Model Kitty Carroll meldet sich daraufhin. Das Experiment verläuft erfolgreich, und der Professor informiert Russell, dass dieser bald sein Geld zurückbekommen wird, wenn die Maschine verkauft wird. Die unsichtbare Kitty will sich derweil an ihrem Chef rächen, der sie herabwürdigend behandelt, und verschwindet aus dem Labor. Da Russell die Testperson nicht finden kann, glaubt er, dass Gibbs verrückt geworden ist, und geht wieder zurück in sein Haus am See.
Eine Gruppe von Gaunern will die Maschine stehlen, um ihren Boss Blackie unsichtbar zu machen, damit er aus seinem Versteck in Mexiko zurückkommen kann. Kitty, die sich gerächt hat, kehrt ins Labor zurück. Der Professor fährt sie zu Russell, in den sie sich verliebt. Währenddessen stehlen die Gauner die Maschine und bringen sie nach Mexiko. Am nächsten Tag ist Kitty noch immer unsichtbar, da sie am Abend vorher Alkohol getrunken hat. Sie, Russell und der Professor kehren ins Labor zurück und entdecken den Diebstahl. Die Gauner, die in Mexiko herausgefunden haben, dass sie nicht nur die Maschine brauchen, sondern auch eine Geheimformel, kommen zurück und entführen die unterdessen sichtbare Kitty und Gibbs. Russell, mittlerweile auch in Kitty verliebt, folgt ihnen nach Mexiko.
Im Versteck der Gangster nutzt Kitty die Beobachtung, dass Alkohol sie wieder unsichtbar werden lässt. Sie trinkt reinen Alkohol und kann, unsichtbar geworden, die Gaunerbande gefangen nehmen. Russell kommt an, Kitty lässt sich von ihm retten. Die beiden heiraten und bekommen ein Kind, welches nach Einreiben mit Reinigungsalkohol unsichtbar wird. „Erblich!“, wie Professor Gibbs bemerkt.

## Kritiken
„Mischung aus Horror- und Screwball-Komödie, die die Filme um einen ‚Mad Scientist‘, einen verrückten Wissenschaftler, mit soliden Darstellerleistungen und einigen amüsanten Einfällen parodiert.“

## Auszeichnungen
Oscarverleihung 1942
- Nominierung in der Kategorie Beste Spezialeffekte für John P. Fulton und John D. Hall

## Hintergrund
Die B-Produktion der Universal Pictures war mit einem Budget von 300.000 US-Dollar eine der teuersten des Jahres 1940. Nach Der Unsichtbare (1933, Regie James Whale) und Der Unsichtbare kehrt zurück (1940, Regie Joe May) war dieser Film der dritte in der Reihe der Filme nach den Figuren von H. G. Wells.
In einer Nebenrolle als Frankie ist das Mitglied der Three Stooges, Shemp Howard, zu sehen. John Barrymore drehte nach diesem Film nur noch zwei weitere, bevor er im Mai 1942 an einer Leberzirrhose verstarb. Der gebürtige Österreicher Oskar Homolka ist in seiner siebten US-Rolle zu sehen.
Set-Decorator des Films war der spätere zweifache Oscargewinner Russell A. Gausman. Für den Ton war der oscardekorierte Bernard B. Brown zuständig. Bis auf den letzten Teil der „Unsichtbarer“-Reihe (Auf Sherlock Holmes’ Spuren, 1951) war John P. Fulton bei allen anderen Filmen für die Spezialeffekte zuständig.
Der ab Anfang Oktober 1940 von Universal Pictures produzierte Film kam am 27. Dezember 1940 in die US-amerikanischen Kinos. Am 31. Juli 1986 wurde der Film vom WDR ausgestrahlt.

## Synchronisation
| Rolle           | Darsteller      | Synchronsprecher        |
| --------------- | --------------- | ----------------------- |
| Kitty Carroll   | Virginia Bruce  | Astrid Kollex           |
| Prof. Gibbs     | John Barrymore  | Friedrich W. Bauschulte |
| Richard Russell | John Howard     | Randolf Kronberg        |
| Blackie         | Oskar Homolka   | Wolfgang Hess           |
| Bill            | Edward Brophy   | Rainer Basedow          |
| Foghorn         | Donald MacBride | Jochen Striebeck        |
| Frankie         | Shemp Howard    | Fred Maire              |
| Mr. Growley     | Charles Lane    | Horst Raspe             |
| Mrs. Bates      | Mary Gordon     | Maria Landrock          |
| Hudson          | Thurston Hall   | Niels Clausnitzer       |
| George          | Charlie Ruggles | Erik Schumann           |

Synchronisiert wurde der Film 1986 durch die Bavaria Film Synchron GmbH in München, wobei Günther Sauer Synchronregie und Wolfgang Schnitzler das Dialogbuch führte.